# Robot Rock
Singles de Daft Punk
Something About Us
(2001) Steam Machine
(2005)
Pistes de Human After All
The Prime Time of Your Life
(02) Steam Machine
(04)
Robot Rock est une chanson du groupe de musique électronique français Daft Punk. Sorti en single le 11 avril 2005, c'est le premier extrait et la 3e piste de Human After All.

## Structure
Cette section ne s'appuie pas, ou pas assez, sur des sources secondaires ou tertiaires indépendantes du sujet.

Pour l'améliorer, ajoutez-en, ou placez des modèles {{Source secondaire souhaitée}} ou {{Source secondaire nécessaire}} sur les passages mal sourcés. (janvier 2025)
Robot Rock contient un sample de Release the Beast par le groupe Breakwater, un riff joué sur un synthétiseur analogique. En outre, Daft Punk a incorporé d'autres éléments de Release the Beast dans le morceau final, y compris les percussions et les power chords de la guitare électrique. Une phrase vocale talk box répétant le titre du morceau fut également ajoutée.
Le sample de Breakwater est crédité sur la jaquette du single et dans le livret de l'album Human After All. Si ce n'était pas la première fois que Daft Punk samplait une chanson (sur Digital Love ou Harder, Better, Faster, Stronger par exemple), c'était en revanche la première fois que peu d'autres éléments étaient ajoutés.
Le sample est absent du remix « Maximum Overdrive », qui utilise les autres éléments de la chanson pendant près de six minutes. Un clip de ce remix a été tourné et inclus dans la compilation Musique Vol. 1: 1993-2005.

## Réception
Le morceau a atteint une position moyenne dans les charts américains et britanniques, mais a subi des critiques pour sa structure générale. Un critique de Stylus Magazine a exprimé le fait que le morceau « ne fait rien, ne signifie rien et ne va nulle part pendant un temps extrêmement long. » Des comparaisons avec les singles antérieures de Daft Punk ont également été faites, dans Rolling Stone qui déclara que « rien ne se produit pour atteindre les gloires passées de « Da Funk » ou « One More Time » », ou Pitchfork qui nota que le single est « l'« Aerodynamic » du pauvre. Cependant, une critique de Sputnikmusic nota que « bien qu'agaçant par nature, [le morceau] est gratifiant à écouter. ».

## Clip
Le clip de Robot Rock met en scène Thomas Bangalter et Guy-Manuel de Homem-Christo, le duo de Daft Punk, jouant le morceau sur une scène constituée de plusieurs télévisions et lampes. Il s'agit du premier clip du groupe où ils sont l'unique élément principal. Ce motif continue pour les autres clips de Human After All, à l'exception de The Prime Time of Your Life, où ils font juste une apparition. Bangalter joue de la guitare à double manche visible sur la pochette du single, tandis que de Homem-Christo joue de la batterie.

## Autres utilisations
Robot Rock est utilisé dans le film Iron Man 2 au moment du combat entre Iron Man et War Machine, juste après Another One Bites the Dust de Queen.

## Pistes
- CD (VSCDX1897) :

1. Robot Rock (Radio Edit)
2. Robot Rock (Soulwax Remix)
3. Robot Rock (Maximum Overdrive)†
4. Robot Rock

- Maxi (VST1897) :

1. Robot Rock
2. Robot Rock (Soulwax Remix)
3. Robot Rock (Maximum Overdrive)
4. Rockapella

†Note: « Robot Rock (Maximum Overdrive) » fut par la suite intitulée « Robot Rock (Daft Punk Maximum Overdrive Mix)» sur l'album Human After All: Remixes.

## Classement par pays
| Classement (2005)                               | Meilleure position |
| ----------------------------------------------- | ------------------ |
| Allemagne (Media Control AG)                    | 100                |
| Belgique (Flandre Ultratip 100)                 | 12                 |
| Belgique (Flandre Ultratop 50 Dance)            | 21                 |
| Belgique (Wallonie Ultratip 50)                 | 6                  |
| Belgique (Wallonie Ultratop 40 Dance)           | 21                 |
| Espagne (PROMUSICAE)                            | 17                 |
| États-Unis (Hot Dance Club Play)                | 15                 |
| États-Unis (Hot Dance Music/Maxi-Singles Sales) | 7                  |
| Finlande (Suomen virallinen lista)              | 12                 |
| France (SNEP)                                   | 79                 |
| Italie (FIMI)                                   | 38                 |
| Royaume-Uni (Dance)                             | 1                  |
| Royaume-Uni (UK Singles Chart)                  | 32                 |